# Ali Reza Sheikh Attar

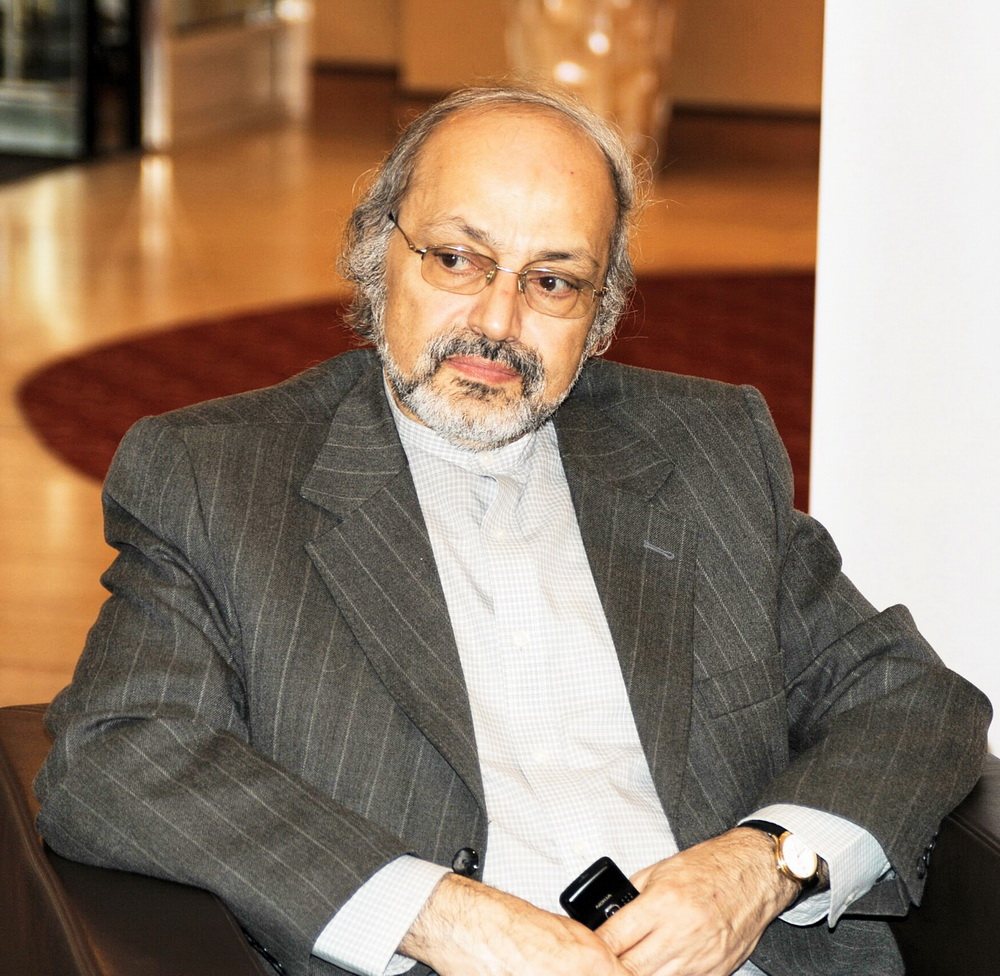
Ali Reza Sheikh Attar (2010)

Ali-Reza Sheikh Attar (persisch علیرضا شیخ عطار Ali-Reza Scheich Attar, DMG ʿAlīreżā Šayḫ ʿAṭṭār; * 9. Juni 1952 in Teheran) ist ein iranischer Diplomat und war von 2008 bis 2014 Botschafter der Islamischen Republik Iran in Deutschland.

## Leben
Nach einem Bachelor im Fach Chemie der Scharif-Universität für Technologie in Teheran erlangte Sheikh Attar den Master im Fach Management. Sheikh Attar spricht Persisch (Muttersprache), Englisch und Türkisch sowie Arabisch. Er ist verheiratet und Vater dreier Kinder.

## Berufliche und diplomatische Tätigkeiten
Nach Angaben der iranischen Botschaft enthält Attars Lebenslauf folgende Stationen:
| von  | bis  | Tätigkeit als |
| ---- | ---- | --- |
| 1976 | 1977 | Ingenieur bei der Firma Polyacryl                                                                                    |
| 1977 | 1979 | Direktor der Firma Polyacryl                                                                                         |
| 1980 | 1985 | Gouverneur der Provinzen Kordestān und West-Aserbaidschan                                                            |
| 1985 | 1989 | Stellvertretender Industrieminister                                                                                  |
| 1990 | 1992 | Berater des iranischen Außenministers für die GUS-Staaten                                                            |
| 1992 | 1998 | Botschafter in Indien                                                                                                |
| 1998 | 1999 | Generaldirektor im Büro des Außenministers                                                                           |
| 1999 | 2005 | Berater des Obersten Nationalen Sicherheitsrats und Forschungsdirektor für Asien im Zentrum für Strategische Studien |
| 2003 | 2005 | Geschäftsführer und Chefredakteur der Zeitung Hamshahri                                                              |
| 2005 | 2007 | Vize-Außenminister für Wirtschaftsangelegenheiten                                                                    |
| 2007 | 2008 | Stellvertretender Außenminister und Vizeminister für die Region Mittlerer Osten und GUS-Staaten                      |
| 2008 | 2014 | Botschafter der Islamischen Republik Iran in Deutschland                                                             |

Sheikh Attar gilt als enger Gefolgsmann des umstrittenen ehemaligen iranischen Präsidenten Mahmud Ahmadinedschad, der zeitgleich zu Sheikh Attars Tätigkeit als Gouverneur in der Provinz Kordestān in der Provinz Ardabil als Gouverneur tätig war.

### Botschafter in Deutschland
Am 24. Oktober 2008 wurde Sheikh Attar, der nicht Deutsch spricht, nach längerem diplomatischen Tauziehen als Botschafter der Islamischen Republik Iran in Deutschland akkreditiert. Er folgte damit dem ehemaligen Botschafter Mohammad-Mehdi Achundsade Basti, der nur kurz nach dem langjährigen iranischen Botschafter Seyed Shamseddin Khareghani im Amt verweilte. Sheikh Attar stand an der Schnittstelle zwischen zwei Ländern, deren bilateralen Traditionen bis in die Kaiserzeit des Deutschen Reiches zurückreichen und zweimal von 1917 bis 1922, bedingt durch den Ersten Weltkrieg und von 1941 bis 1953, bedingt durch den Zweiten Weltkrieg unterbrochen waren. Sein Nachfolger seit 2014 ist Ali Majedi.
Der Botschafter in Deutschland gilt als Koordinator der westeuropäischen Botschafter der iranischen Regierung. Sheikh Attar ist immer wieder Adressat von so genannten Urgent Actions durch Amnesty International.

### Kritik
Die Vergangenheit von Sheikh Attar als Gouverneur der Provinzen Kordestān und West-Aserbaidschan führt immer wieder zu massiver Kritik, offenem Protest und Ausschließung des Botschafters von Einladungen, so geschehen anlässlich Vorträgen bei der Heinrich-Böll-Stiftung und der Naumann-Stiftung, einer Konferenz in der Königin-Luise-Stiftung in Berlin, einer Podiumsdiskussion in Osnabrück im Juni 2010 sowie einer von der Stiftung Schloss Neuhardenberg geplanten und aufgrund von Protesten kurzfristig abgesagten Diskussion mit Rüdiger Safranski am 15. Oktober 2011.
Kurdische Oppositionelle des Nationalen Widerstandsrats des Iran und Menschenrechtsaktivisten werfen vor, sein älterer Bruder Hossein Sheikh Attar sei in den Mordanschlag auf Schapur Bachtiar involviert gewesen.

## Schriften
- 1982: Kurdistan
- 1992: Die Wurzeln politischen Verhaltens in Kaukasus und Zentralasien
- 2002: Religion und Politik in Indien
- 2003: Die Kurden und die regionalen und überregionalen Mächte
- zahlreiche Beiträge in persischer und englischer Sprache zu den Themen Management, Zentralasien, Indien, Irak und Kurdistan